# Cnephasia alticolana
Cnephasia alticolana es una especie de polilla perteneciente al género Cnephasia, categorizada en la tribu Cnephasiini, de la subfamilia Tortricinae.

## Distribución
Se distribuye por Alemania.

## Taxonomía
Fue descrita por Herrich-Schaffer en 1851 y publicada por primera vez en (Tortrix (Sciaphila), Syst. Bearbeitung Schmett. Eur. 4: 200.